# Amado, apresura el paso
Amado, apresura el paso es el vigésimo noveno álbum oficial en estudio del cantautor chileno Ángel Parra como solista. Fue lanzado originalmente en Chile en 1995, y está conformado por musicalizaciones de poemas de la poetisa chilena Gabriela Mistral, Premio Nobel de Literatura en 1945. La cantante Javiera Parra, hija de Ángel, lo acompaña en algunas canciones.
Este no es el primer trabajo del cantautor basado en textos de un escritor. Ya lo había hecho anteriormente en 1973 en Pisagua, basado en una novela de Volodia Teitelboim; en 1968 en Chile de arriba a abajo, trabajo en conjunto con el escritor Manuel Rojas; en 1966 en Arte de pájaros, con Pablo Neruda, y en 1991 en La travesía de Colón con el español Ramón Chao. Asimismo, más adelante en 1998 compondría Eróticas con Régine Deforges y en 2004 Sólo el amor, basado nuevamente en poemas de Neruda.

## Lista de canciones
Todas las letras escritas por Gabriela Mistral, toda la música compuesta por Ángel Parra. 
| Lado A |                                            |          |  |
| N.º    | Título                                     | Duración |  |
| 1.     | «Ausencia»                                 | 3:23     |  |
| 2.     | «La tierra»                                | 3:07     |  |
| 3.     | «Balada» (con Javiera Parra)               | 2:52     |  |
| 4.     | «Tres árboles»                             | 2:33     |  |
| 5.     | «Mar caribe»                               | 3:04     |  |
| 6.     | «La tierra y la mujer» (con Javiera Parra) | 3:09     |  |
| 7.     | «La lluvia lenta»                          | 3:20     |  |
| 8.     | «La luz»                                   | 2:06     |  |
| 9.     | «El fuego»                                 | 2:15     |  |
| 10.    | «Que no crezca» (con Javiera Parra)        | 2:26     |  |
| 11.    | «Dios lo quiere»                           | 5:14     |  |
| 12.    | «Vergüenza» (con Javiera Parra)            | 3:51     |  |
| 13.    | «Cosas»                                    | 4:26     |  |
| 40:46  |                                            |          |  |

## Créditos
- Javiera Parra: en canciones 3, 6, 10 y 12.